# 黃鑅
黃鑅（1462年—？），字于宣，福建泉州府晉江縣人，明朝政治人物。

## 生平
弘治五年（1492年）壬子科福建鄉試第二十六名舉人。弘治六年（1493年）中式癸丑科會試第一百五十五名，三甲第一百三十六名進士。授南京户部主事，转礼部郎中。升守思恩军民府，抓捕思恩故土官岑氏余党。移守桂林府，因丁忧去官归里，卒于乡。道光《晋江县志》有传。。

## 家族
曾祖黃顯祖；祖父黃景燦；父黃齊，母蔡氏；繼母董氏。具慶下。